# Гадинбалын Чагдаржав
Га́динбалын Ча́гдаржав (монг. Гадинбалын Чагдаржав; 1869 — 16 июля 1915) — политический деятель времён богдо-ханской Монголии.

## Биография
Чагдаржав родился в 1869 году в Говь-Туше-гунском хошуне Тушэту-ханского аймака Внешней Монголии в семье хошунного нойона Гадинбала (Гааданбала), потомка сына Даян-хана Гэрэсэндзэ. С детства обучился монгольскому и маньчжурскому языку, обучался истории и государственной службе. В 1895 году после смерти отца унаследовал титул Засаг-Тушэ-гуна.
В период подготовки национальной революции сформировал в столице временное правительство и возглавил его в качестве первого министра, являясь поверенным Богдо-гэгэна в тончайших деталях подготовки переворота. Когда маньчжурским властям стало известно о дипломатической миссии Ханддоржа в Петербург и ургинский амбань вызвал Чагдаржава для объяснений, он ответил, что монголы, видя разрастающиеся беспорядки в империи, готовят свои войска для отправки в Китай и подавления восстания.
После провозглашения независимости Богдо-хан наградил Чагдаржава титулами тушэ и жун-вана, медалью шар жолоо, а во время основания министерств Чагдаржав занимал должности шадар-сайда, министра общего распоряжения (бүгдийг захирах сайд) и первого министра-распорядителя всех финансовых дел, а также был ближайшим поверенным Богдо-хана в вопросах управления государственной казной. В 1913 году получил степень чинвана, в 1915 — дважды чинвана. Организовал работу первого монгольского Национального банка, ограничил деятельность китайских торговцев и ростовщиков, значительно сократил незаконный ввоз табака и водки через монгольско-китайскую границу, чем пополнил государственную казну. Взял под контроль Урги добычу русскими предприятиями золота на территории Халхи, участвовал в разработке условий для деятельности вновь созданной горнодобывающей компании «Монголор».
В 1913 году был снят с должности министра финансов и назначен министром благоустроения южной границы, в каковой должности противодействовал попыткам китайцев вернуть влияние в южной Халхе.
С монгольской стороны участвовал в разработке Кяхтинского соглашения, добившись оставления за ургинскими властями Дариганги и западной части Цаган-Тунхэ, а также поставки со стороны России одного артиллерийского орудия, четырёх пулемётов, 20 тыс. карабинов и винтовок, а также снарядов к ним.
Возвращаясь в Ургу с кяхтинских переговоров в июне 1915 года внезапно заболел и 16 июля скончался. Тело похоронено в окрестностях горы Дэлгэрхангай. Единственный сын Чагдаржава Ожоо стал монахом, три дочери — Цээсурэн, Цэвэлсурэн и Дугарсурэн — имели многочисленное потомство.

## Дань памяти
- В 2011 году, в столетнюю годовщину основания Министерства финансов Монголии, Фондом Чагдаржава по предложению руководства аймака Дундговь на центральной площади Мандалгоби была воздвигнута конная статуя Чагдаржава работы скульптора Цэгмида.[2]